# RIC3
RIC3 (англ. RIC3 acetylcholine receptor chaperone) – білок, який кодується однойменним геном, розташованим у людей на короткому плечі 11-ї хромосоми. Довжина поліпептидного ланцюга білка становить 369 амінокислот, а молекулярна маса — 41 092.
| 10         |  | 20         |  | 30         |  | 40         |  | 50         |
| ---------- |  | ---------- |  | ---------- |  | ---------- |  | ---------- |
| MAYSTVQRVA |  | LASGLVLALS |  | LLLPKAFLSR |  | GKRQEPPPTP |  | EGKLGRFPPM |
| MHHHQAPSDG |  | QTPGARFQRS |  | HLAEAFAKAK |  | GSGGGAGGGG |  | SGRGLMGQII |
| PIYGFGIFLY |  | ILYILFKLSK |  | GKTTAEDGKC |  | YTAMPGNTHR |  | KITSFELAQL |
| QEKLKETEAA |  | MEKLINRVGP |  | NGESRAQTVT |  | SDQEKRLLHQ |  | LREITRVMKE |
| GKFIDRFSPE |  | KEAEEAPYME |  | DWEGYPEETY |  | PIYDLSDCIK |  | RRQETILVDY |
| PDPKELSAEE |  | IAERMGMIEE |  | EESDHLGWES |  | LPTDPRAQED |  | NSVTSCDPKP |
| ETCSCCFHED |  | EDPAVLAENA |  | GFSADSYPEQ |  | EETTKEEWSQ |  | DFKDEGLGIS |
| TDKAYTGSML |  | RKRNPQGLE  |  |            |  |            |  |            |

A: Аланін

C: Цистеїн

D: Аспарагінова кислота

E: Глутамінова кислота

F: Фенілаланін

G: Гліцин

H: Гістидин

I: Ізолейцин

K: Лізин

L: Лейцин

M: Метіонін

N: Аспарагін

P: Пролін

Q: Глутамін

R: Аргінін

S: Серин

T: Треонін

V: Валін

W: Триптофан

Задіяний у таких біологічних процесах, як ацетилювання, альтернативний сплайсинг. 
Локалізований у мембрані, ендоплазматичному ретикулумі, апараті гольджі.